# یامن (روستا)
 یامن  به عربی ( یامَن )، روستایی است در دهستان کُسْمة از توابع استان رَیمه در کشور یمن در شبه جزیره عربستان. 

## جمعیت
جمعیت آن ( ۴۰ ) نفر (۴ خانوار) می‌باشد.